# Nuorgam
Nuorgam (nordsamiska: Njuorggán) är en by i Lappland i Finland. Den ligger i den tvåspråkiga (finska och nordsamiska) Utsjoki kommun.

## Geografi

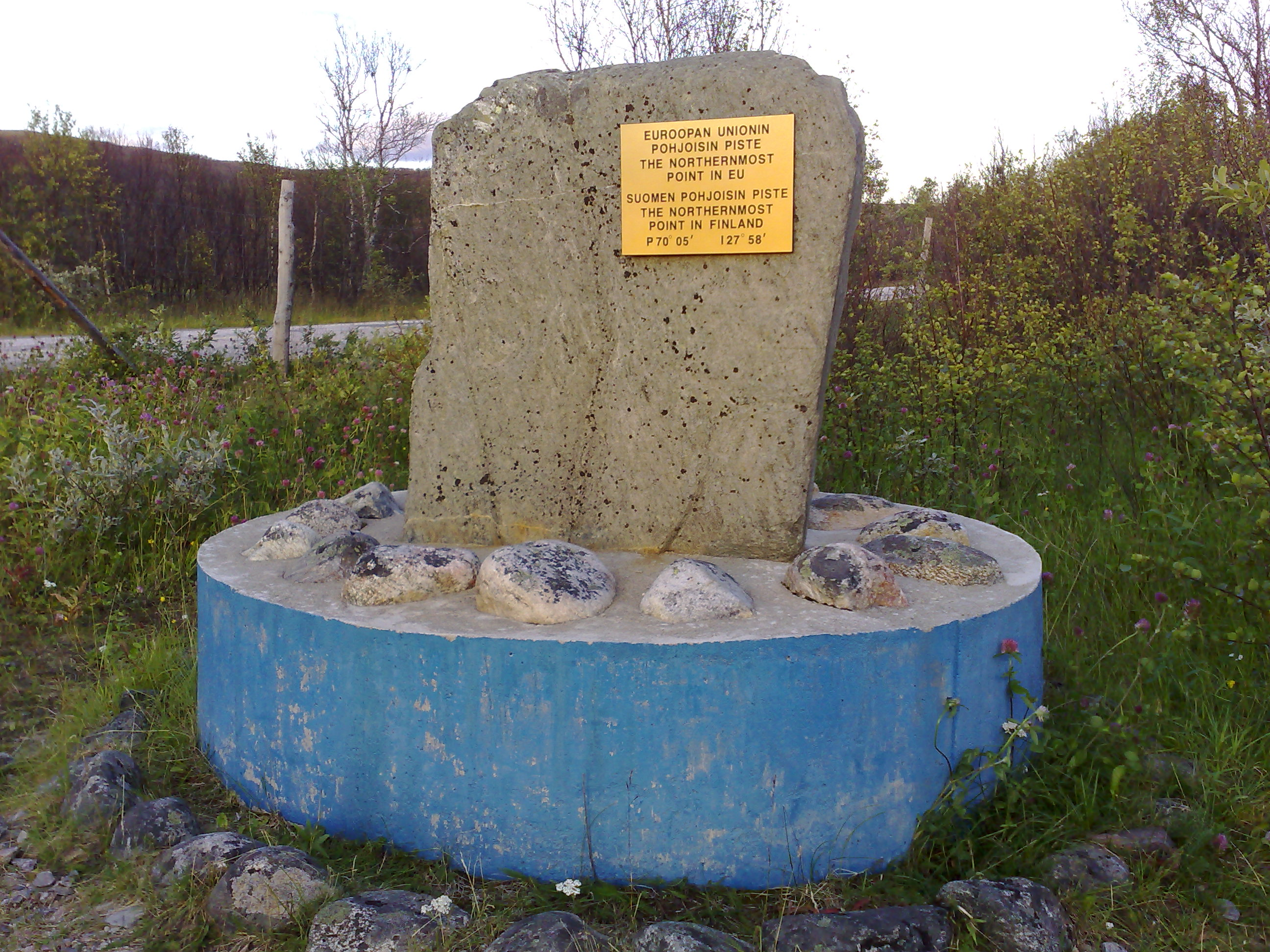
Gränsmärke nära den nordligaste punkten i EU (den exakt nordligaste punkten är vid älven 200 meter bort.)

Nuorgam är en by med omkring 210 invånare på södra stranden av gränsälven Tana älv, 44 kilometer nordost om kommunens centralort Utsjoki. Den ligger strax norr om 70:e breddgraden och är den nordligaste byn i Finland, belägen längre norrut än till exempel Alta i Norge. Strax norr om byn vid älven ligger Finlands och EU:s nordligaste punkt. Gränspunkten etablerades genom Strömstadstraktaten 1751 och var tills 1809 Sveriges nordligaste punkt.
Landsvägen mellan Utsjoki och Nuorgam öppnades 1967. Den norska grannbyn Polmak ligger i Tana kommun på samma sida av älven.

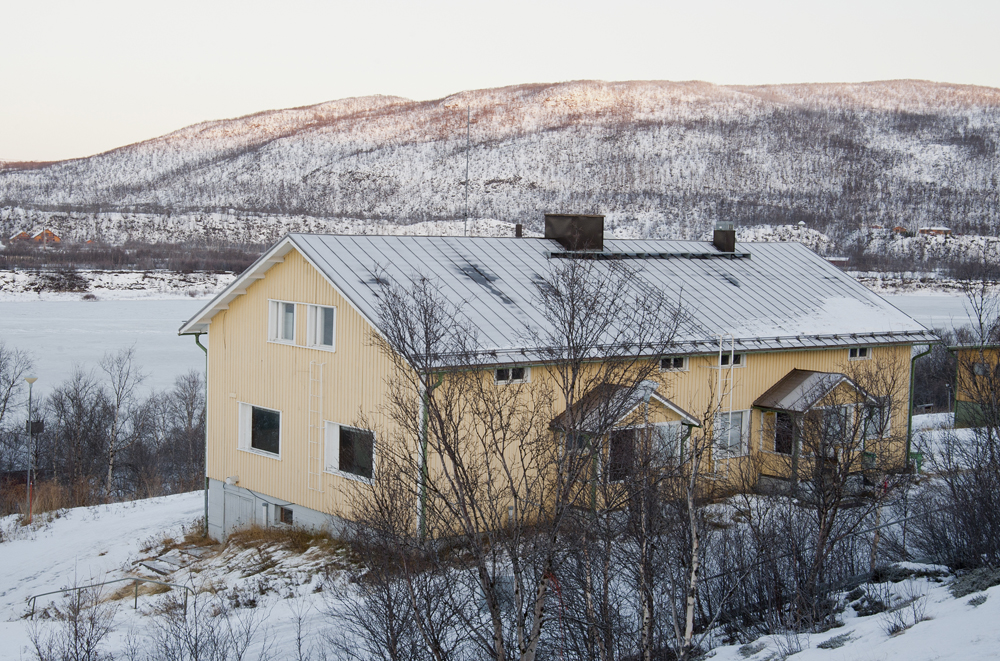
Den tidigare gränsbevakningsstationen, nu bostadshus.

Bebyggelsen i Nuorgam ligger längs en omkring fyra kilometer lång sträcka av älvdalen fram till gränsen till Norge. Det finns dessutom fritidshus, och också några åretombebodda hus, vid Pulmankijärvi 20 kilometer åt sydost. Också längs landsvägen mellan Utsjoki kyrkoby och Nuorgam finns spridda fritidshus och enstaka åretombebodda hus.
Den 150 kilometer långa Väg 970 längs Tana älv från Karigasniemi via Utsjoki kyrkoby till Nuorgam är en av Finlands vackraste vägsträckor. Tana kommuns centralort Tana bru ligger 25 kilometer från Nuorgam. Byn ligger perifert i Finland, men nära centrala delar av norska Finnmark fylke, vars huvudled E6 följer Tana älvs motsatta strand. 
Nuorgam har bussförbindelse med Ivalo, där också närmaste flygplats i Finland finns, på 217 km avstånd: Ivalos flygplats. Närmaste flygplats i Norge är Vadsø på 85 kilometers avstånd. Närmaste järnvägsstation är Rovaniemi på 500 kilometers avstånd.

## Natur

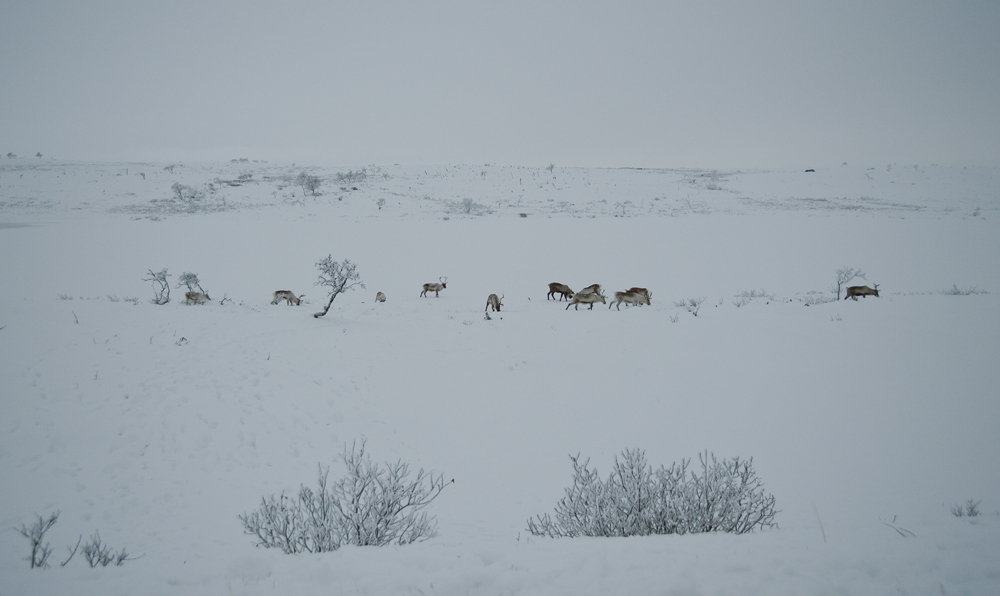
Renar på vinterbete i fjällen intill Pulmankijärventie i Nuorgam.

På fjällen finns endast lågvuxna fjällbjörkar, buskar, ris och lavar – eller helt obevuxna klippor och stenfält. Tana älvdal utgör en stark kontrast till den karga fjällnaturen. Tana är den största av de älvar som rinner ut till Norra Ishavet från Finland. Vid gränsen till Norge sydost om Nuorgam ligger Finlands nordligaste sjö Pulmankijärvi, som under den geologiska historien har utgjort en förlängning av Tanafjorden.
På fjällvidderna finns mycket ren. Utöver gnagare påträffar man harar, rävar och enstaka älgar. Fågellivet är rikt, med ett hundratal häckfågelarter. Bara några få arter övervintrar på tundran. Nuorgam har den längsta perioden av midnattssol i Finland, mellan den 16 maj och den 29 juli. 

## Näringsliv och offentlig service
Traditionella näringar har varit renskötsel, jakt, fiske, småskaligt jordbruk, insamling av naturprodukter samt hantverk. Idag är näringslivet i Nuorgam framförallt baserat på renskötsel, turism och gränshandel. Den omfattande fisketurismen vid Tana älv började på 1800-talet. 
Gränshandeln är stor. Räknat per invånare hade Utsjoki kommun den största alkoholförsäljningen i Finland i början av 2010-talet. År 2011 såldes där 51,3 liter ren alkohol per invånare, medan medeltalet i hela landet var 10,1 liter per person.
I Nuorgam finns också byggvarubutiker, bilverkstad, en klädbutik samt en presentaffär. Byn har dessutom flera näringsställen. Flera företag hyr ut övernattningsstugor och -rum.
I Nuorgam finns en tvåspråkig lågstadieskola (finsk-samisk). Under renskiljningstiden går en del av eleverna i skola i Skallovaara.

## Sevärdheter
Väster om Nuorgam vid Tana älv ligger Samegården Välimaa, som är ett friluftsmuseum.
Laxfångstplatsen Alaköngäs (Vuollegeavŋŋis) i Tana älv, ett sex kilometer långt forsområde med en sammanlagd fallhöjd på 25 meter, ligger några kilometer söder om Nuorgam. Fiskesäsongen i Tana älv är juni–augusti. 
Tana älv användes som transportled redan på 1500-talet. Vid de mest svårforcerade forsarna vid Alaköngäs byggdes en väg för att forsla varor runt det oframkomliga forsområdet, nuvarande Museivägen Nivajoki–Alajalve. 
Från Nuorgam går en 5,8 kilometer lång vandringsled till Skaidijärvi. Från Pulmankijärvi går en 66 kilometer lång vandringsled, om vintern skidled, till Sevettijärvi. Där vandringsleden går över Pulmankijoki finns en hängbro. Vandringsleden går genom östra delen av Finlands största vildmarksområde, Kaldoaivi ödemarksområde. 
I Nuorgam finns två långa snöskoterleder som ansluter sig till det nätverk av leder som täcker det mesta av Finland. Från Nuorgam kan man också ta sig ut till snöskoterlederna i Norge.

## Bildgalleri

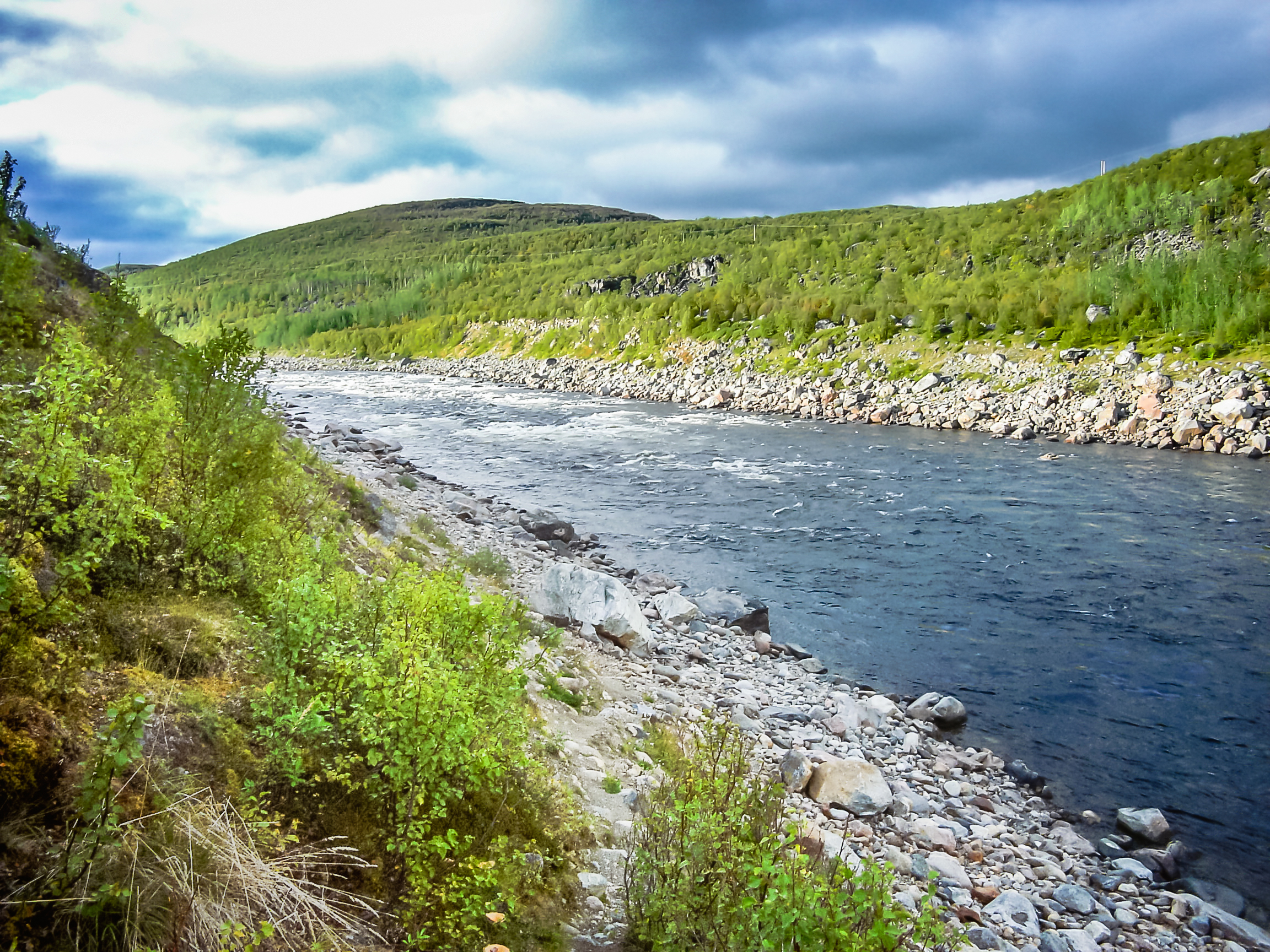
Tana älvdal nära Nuorgam
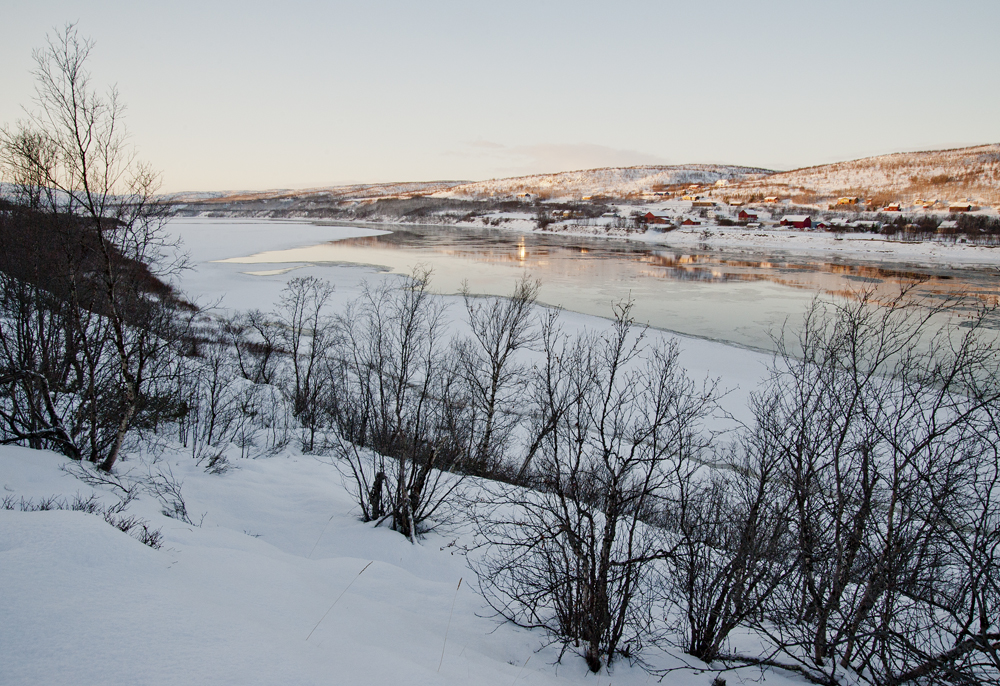
Tana älv vid Nuorgam, en solskensdag i november 2012. Bosättningarna som syns på andra sidan älven finns i Tana kommun, Norge.
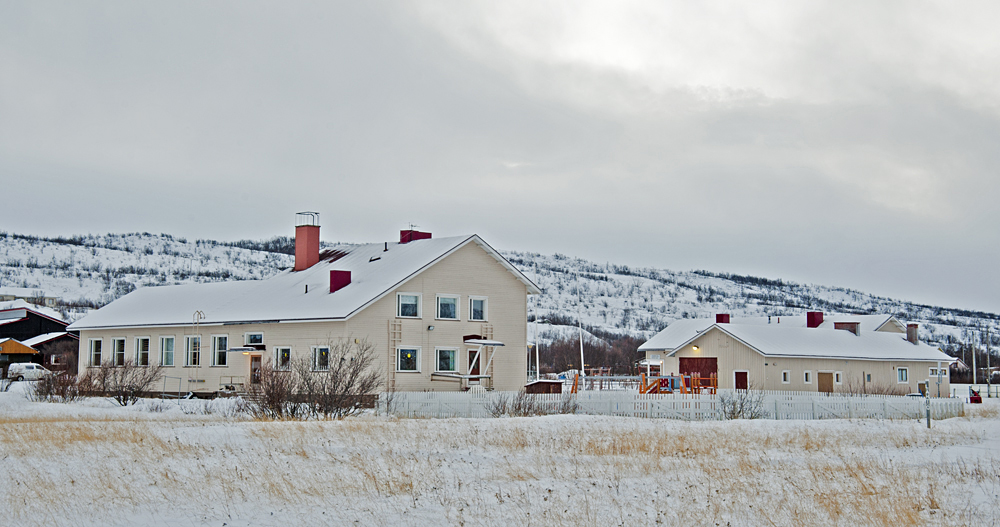
Nuorgams lågstadieskola vid stranden av Tana älv.
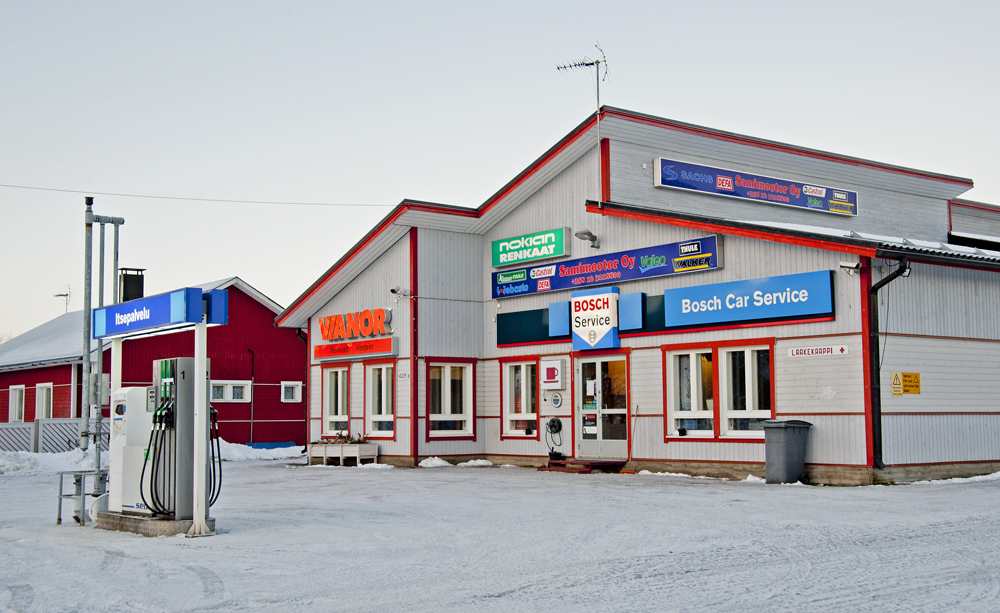
Bilverkstad och servicestation
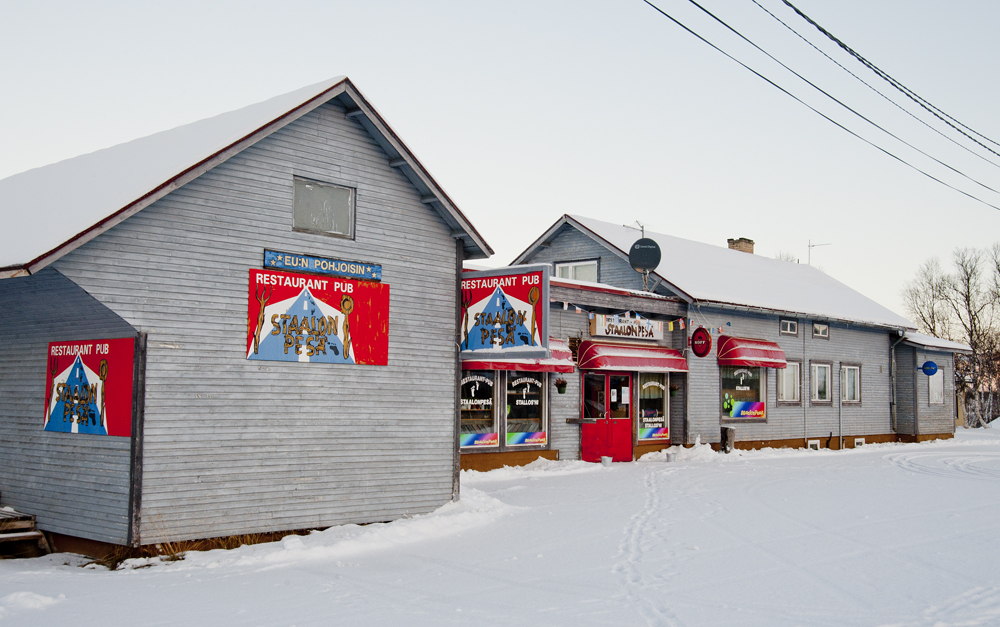
Restaurant Pup Staalonpesä
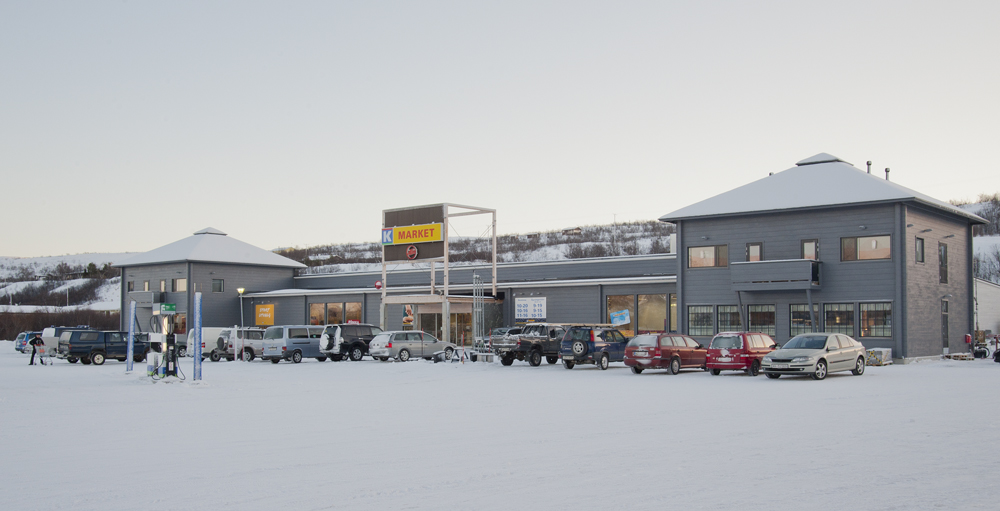
Nuorgams köpcentrum
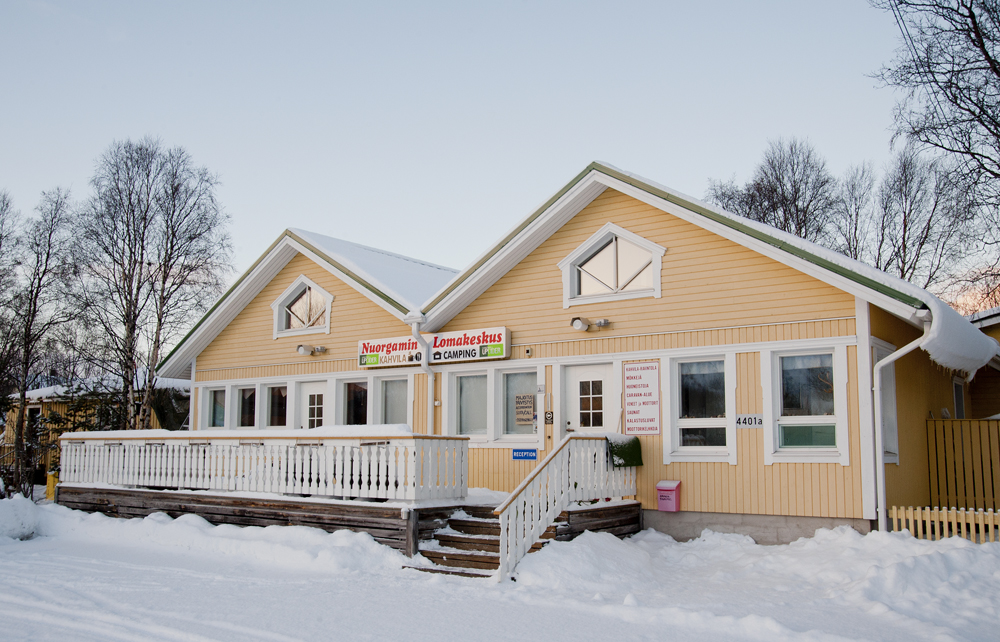
Campingplatsen och stugbyn Nuorgamin Lomakeskus